# Knottingley
Knottingley is een plaats in het bestuurlijke gebied Wakefield, in het Engelse graafschap West Yorkshire. In 2001 telde de plaats 13503 inwoners.